# Dysautonomie familiale
 Mise en garde médicale
La dysautonomie familiale, ou syndrome de Riley-Day, est une maladie génétique, caractérisée par une dystonie neurovégétative mais aussi par une neuropathie optique et une ataxie des ceintures. Il peut exister des troubles de la déglutition ainsi qu'une insuffisance respiratoire. Cette maladie affecte particulièrement les populations d’origine juive d’Europe de l’Est.
Elle est causée par une mutation ponctuelle qui entraîne, en particulier, une déficience du baroréflexe. Ainsi, en cas de stress, il existe une augmentation importante de la fréquence cardiaque et de la tension artérielle,.
Depuis la découverte de la mutation responsable de cette maladie et des branches de familles porteuses, le nombre de cas a diminué.

## Causes
Le gène muté code pour la migration et la myélinisation des neurones et commence à s’exprimer durant l’embryogenèse. Il s’exprime principalement dans sa forme mutée dans les tissus neuronaux.
Elle est due à une substitution de la thymine en cytosine sur le gène IKBKAP situé sur le chromosome 9 humain. Cette mutation non-sens engendre des défauts dans l’épissage de l’ARN prémessager et donc une protéine écourtée et instable, ce qui affecte le développement des neurones sensitifs. 99% des personnes malades sont homozygotes pour cette mutation. Il s’agit d'une maladie génétique à transmission autosomique récessive dont la pénétrance est de 100%, ainsi toutes les personnes atteintes expriment les symptômes dès la naissance.
L’incidence de cette mutation a probablement augmenté dans la période de croissance démographique, accentuée en parallèle par l’isolation des populations juives.

## Symptômes et traitements
La mutation du gène affecte le développement des neurones sensoriels afférents primaires, provoquant ainsi un phénotype neurologique complexe et étendu. Parmi les symptômes caractéristiques de la dysautonomie familiale sont les épisodes récurrents d’hypertension paroxystique, tachycardie, transpiration excessive et vomissements. Ces symptômes sont souvent connus sous le nom de « crises dysautonomies » et sont causées par un relâchement excessif de catécholamine. Les symptômes caractéristiques de la dysautonomie familiale sont communs chez tous les patients atteints, mais certains symptômes peuvent évoluer selon l’environnement et les traitements pris. Par système, voici les principaux symptômes : 
- Système cardiovasculaire : pression sanguine instable due à l’absence du baroréflexe qui la régule. Ceci induit de l’hypertension, des crises de vomissement hypertensives, de l’hypertension soutenue en position couchée. Également, de la tachycardie et de l’hypotension orthostatique.
- Système gastrointestinal : motilité gastro-intestinale anormale, difficultés d'alimentation, l’hypersialorrhée, présence de reflux gastro-œsophagien, les crises de vomissement hypertensives, la lithiase biliaire, et une entérocolite nécrosante. Chez les nouveau-nés, les troubles d’initiation à la succion et dysphagie peuvent être des signes de dysautonomie familiale.
- Système respiratoire : infection respiratoire, maladie respiratoire chronique, syndrome d'apnée du sommeil, insuffisance respiratoire diurne.
- Système rénal et urologique : insuffisance rénale chronique.
- Système ophtalmologique : yeux secs, infections des yeux et ulcère cornéen, strabisme et mouvements incontrôlés, neuropathologie optique et rétinopathie.
- Système orthopédique : déformation spinale, ostéopénie, multiples fractures, motilité cervicale réduite, rhabdomyolyse.
- Système neurologique : convulsion, ataxie, trouble psychique (OCD, anxiété, …)

À ce jour, les traitements sont principalement préventifs et symptomatiques. Ils sont utilisés pour calmer les crises et améliorer le confort de vie uniquement.